# Sakurako-san no Ashimoto ni wa Shitai ga Umatteiru
Sakurako-san no Ashimoto ni wa Shitai ga Umatteiru (яп. 櫻子さんの足下には死体が埋まっている Сакурако-сан но асимото ни ва ситай га уматтэйру, «Трупы, что похоронены под ногами Сакурако-сан») — лайт-новел Сиори Оты с иллюстрациями Тэцуо и снятые по ним аниме и дорама. Издательство Kadokawa Shoten выпустило 17 томов произведения с 2013 по 2021 год под лейблом Kadokawa Bunko. Аниме-адаптация студии Troyca транслировалась на японском телевидении с 7 октября по 24 декабря 2015 года. На телеканале Fuji TV с 23 апреля по 25 июня 2017 года была показана дорама, срежиссированная совместно Юити Сато и Дайсукэ Ямаути.
В США распространяется под названием англ. Beautiful Bones: Sakurako's Investigation — «Красивые Кости: Расследование Сакурако» или англ. A Corpse is Buried Under Sakurako's Feet — «Труп, зарытый под ногами Сакурако».
Сюжет основан на рассказе Motojirō Kajii (яп. 梶井 基次郎 Kajii Motojirō) Sakura no Kinoshita niwa — «Под сенью сакуры».

## Сюжет
Главная героиня, Сакурако Кудзё, — остеолог, всюду её окружают кости. Вместе со своим постоянным спутником, старшеклассником Татеваки Сётаро, они постоянно встречаются со смертью, находя тела или останки людей.

## Персонажи
Сакурако Кудзё (яп. 九条櫻子 Кудзё Сакурако) — красивая молодая женщина, происходит из богатой семьи и живёт в большом старом доме с экономкой. Она остеолог и занимается реконструкцией скелетов животных. Девушка обладает навыками судебно-медицинского антрополога, так как её дядя был известным судмедэкспертом в префектуре.
Сэйю: Ами Косимидзу (радиопостановка), Сидзука Ито (аниме)
Сётаро Татэваки (яп. 館脇正太郎 Татэваки Сётаро) — ученик старшей школы, много времени проводит с Сакурако и является для других её «связным», так как она не имеет мобильного телефона. Помогает ей искать кости животных.
Сэйю: Юки Кадзи (радиопостановка), Дзюнъя Эноки (аниме)